# Поури-Лэйн, Ризи
Ризеалеаана «Ризи» Поури-Лэйн (англ. Risealeaana "Risi" Pouri-Lane, родилась 28 мая 2000 года) — новозеландская регбистка, олимпийская чемпионка 2020 года и чемпионка Игр Содружества 2018 года.

## Биография
Окончила среднюю школу Мотуэка в 2017 году. Занималась дзюдо и лёгкой атлетикой (спринтерские дистанции и метание копья) на юниорском уровне, а также регби-15 и тач-регби. Её старшая сестра Кейламарита играла за команду Кентербери по регби-15, а позже перешла в сборную Самоа. Ризи проживает в Тауранге.
Ризи дебютировала за сборную Новой Зеландии по регби-7 в 2018 году, выиграв золотые медали Игр Содружества в Голд-Косте; в том же году победила на Юношеской Олимпиаде в Буэнос-Айресе. Участница Мировой серии по регби-7; выигрывала этапы Мировой серии в 2018 году в Дубае и в 2019 году в канадском Лэнгфорде, становясь победительницей всей Мировой серии сезонов 2017/2018 и 2018/2019. В 2021 году попала в заявку сборной Новой Зеландии на Олимпиаду в Токио. В шести играх набрала 2 очка благодаря реализации в четвертьфинальном матче против команды ОКР и стала чемпионкой Олимпиады.